# Aiguille du Tour
Aiguille du Tour – szczyt w Masywie Mont Blanc, w grupie górskiej Trient. Leży na granicy między Francją (region Owernia-Rodan-Alpy) a Szwajcarią (kanton Valais). Szczyt można zdobyć ze schronisk Refuge Albert premier (2702 m), Cabane du Trient (3170 m) lub Cabane d'Orny (2831 m).
Pierwszego wejścia dokonali M. Dreyfus, R. Duval, P. Henry i M. Ichac w 1926 r.